# ジェリー・ローガン
ジェリー・ローガン（Jerry Logan 1941年8月27日- ）はテキサス州グレアム出身のアメリカンフットボール選手。NFLのボルチモア・コルツで1963年から1972年まで10シーズンプレーした。ポジションはセイフティ。
ウェスト・テキサスA&M大学から1963年のNFLドラフト4巡でボルチモア・コルツに指名されて入団した。1年目はパントリターナーを務め、2年目よりストロングセイフティのポジションをつかんだ。
1967年1月8日のフィラデルフィア・イーグルスとのプレーオフでは残り時間3分21秒に相手QBキング・ヒルのパスをインターセプト、敵陣35ヤードまでリターンした。
1969年1月の第3回スーパーボウルに出場、コルツが圧倒的有利と予想されたこの試合でニューヨーク・ジェッツに7-16で敗れた。1970年の対戦で彼らは奮起、ジョー・ネイマスからローガンの3インターセプトを含み、合計6インターセプト、3サックを浴びせて29-22で勝利した。
第5回スーパーボウルでチームは16-13で勝利し、スーパーボウルリングを手に入れた。プロボウルに3回選ばれている。
優れたタックラーであった彼は鼻を骨折したり、背骨を傷めたこともあったが、プレーオフも含めて155試合に連続先発出場している。